# بیمارستان امام خمینی (ایلام)
بیمارستان امام خمینی ایلام (بیمارستان رازی پیشین) بیمارستانی است در مرکز شهر ایلام واقع شده‌است.
این بیمارستان پنج‌طبقه در سال ۱۳۱۱ خورشیدی، در زمینی به مساحت ۱۱٬۰۰۰ متر مربع آغاز به کار کرده و هم‌اکنون با در اختیار داشتن 200 تخت، در اختیار دانشگاه علوم پزشکی ایلام قرار دارد.
ریاست بیمارستان امام خمینی ایلام، را علی نظری را برعهده دارد.

## بخش‌های بیمارستان
- بخش اتاق عمل

این بخش داری ۹ تخت می‌باشد. مدیریت این بخش بر عهده سرکار خانم معصومه شیرزادی و ریاست این بخش بر عهده دکتر رامین محمدیان مرادی جراح مغز و اعصاب می‌باشد.
- بخش ICU
- بخش سوختگی
- بخش جراحی مردان
- بخش جراحی زنان
- بخش اطفال
- بخش NICU
- بخش اورژانس
- بخش اورژانس بستری
- پاتولوژی
- آزمایشگاه
- رادیولوژی

## اورژانس بیمارستان
بخش اورژانس بیمارستان امام خمینی دارای واحد بیماران سرپایی، حاد، نوار قلب، ارتوپد، تزریقات و .. می‌باشد. بخش اورژانس این بیمارستان با استفاده از سیستم تریاژ اداره می‌شود.
بخش اورژانس در عید فطر سال ۹۵ افتتاح گردید.بخش بستری اورژانس بیمارستان با دارا بودن ۲۰ تخت فعال آماده ارائه خدمات به بیماران و مراجعان می‌باشد.

## کلینیک بیمارستان
کلینیک بیمارستان امام خمینی در ۲۶ بهمن ماه سال ۹۴ افتتاح شد. در این کلینیک، ۱۸ متخصص در بخش‌های قلب، داخلی، اورولوژی، مغز و اعصاب، پوست و مو، چشم، زنان و زایمان، ارتوپدی، روانپزشکی و داروخانه آماده ارئه خدمات به بیماران و مراجعان می‌باشند.